# حادث قطار تشوريا
حادث قطار تشوريا هو حادث وقع في 13 يناير 1917 خلال الحرب العالمية الأولى في محطة تشوريا والتي تقع على خط سكة حديد بين ياش وبيرلاد. لم يجر تحقيق رسمي والسبب الدقيق للحادث غير معروف. كما أن عدد القتلى غير مؤكد، حيث تشير معظم المصادر إلى ما بين 800 و 1000 حالة وفاة.